# Постійні представники Польщі при Організації Об'єднаних Націй
Постійні представники Польщі при Організації Об'єднаних Націй — офіційні посадові особи, які представляють Польщіу в усіх органах Організації Об'єднаних Націй.

## Польща в ООН
При створенні Організації Об'єднаних Націй Польща не брала участі в Установчій конференції через те, що на момент відкриття конференції не було сформовано загальновизнаного Уряду Польщі. Проте було залишено місце для підпису Польщі, як однієї із перших країн, що підписали Декларацію Об'єднаних Націй. У червні 1945 року було оголошено про формування уряду Польщі і 15 жовтня 1945 року Польща підписала Статут ООН, вступивши, таким чином до Організації.. Протягом усього періоду існування ООН Польща бере активну участь у діяльності цієї організації. Польща була непостійним членом Ради Безпеки ООН у 1946—1947, 1960, 1970—1971, 1982—1983, 1996—1997 та в 2018—2019 роках.

## Постійні представники Польщі при ООН
1. Юліуш Кац-Сухі (1947—1951)
2. Генрик Бірецькі (1951—1956)
3. Єжи Міхаловський (1956—1960)
4. Богдан Левандовські (1960—1966)
5. Богдан Томорович (1966—1968)
6. Євгеніуш Кулага (1969—1975)
7. Генрик Ярошек (1975—1980)
8. Ришард Фрелек (1980—1981)
9. Євгеніуш Візнер (1981—1982)
10. Влодзімєж Наторф (1982—1985)
11. Євгеніуш Новорита (1985—1989)
12. Станіслав Павляк (1989—1991)
13. Роберт Мрозевич (1991—1992)
14. Збігнєв Влосович (1993—1997)
15. Євгеніуш Візнер (1998—1999)
16. Януш Станчик (2000—2004)
17. Анджей Товпік (2004—2010)
18. Вітольд Собков (2010—2012)
19. Ришард Саркович (2012—2014)
20. Богуслав Вінід (2014—2017)
21. Йоанна Вронецька (2017—2021)[3]
22. Кшиштоф Щерський (з 2021)

## Представники Польщі в міжнародних організаціях та відділеннях ООН у Женеві
1. Адам Меллер (1957—1965)
2. Генрик Ярошек (1965—1969)
3. Влодзімєж Наторф (1969—1973)
4. Євгеніуш Візнер (1973—1978)
5. Станіслав Турбанський (1984—1987)
6. Богуміл Суйка (1988—1989)
7. Станіслав Пшигодзкі (1989—1992)
8. Людвік Дембінський (1992—1997)
9. Кшиштоф Якубовський (1997—2004)
10. Здзіслав Рапацький (2004—2010)
11. Ремігіуш Хенцель (2010—2015)
12. Пйотр Стаханчик (2015—2017)
13. Збігнєв Чех (з 2018)

## Представники Польщі в міжнародних організаціях та відділення ООН у Відні
1. Станіслав Пшигодзкі (1984—1987)
2. Тадеуш Струлак (1987—1990)
3. Єжи Марія Новак (1992—1997)
4. Адам Кобєрацький (1997—2000)
5. Генрик Шлайфер (2000—2004)
6. Яцек Билица (2004—2007)
7. Пшемислав Грудзінський (2009—2014)
8. Адам Бугайський (2014—2019)
9. Домініка Кройс (з 2020)